# Radíkov (Olomouc)
Radíkov (Duits: Radikau, soms Radíkov u Olomouce ter onderscheiding van andere plaatsen met dezelfde naam) is een wijk en kadastrale gemeente in de Tsjechische stad Olomouc. In Radíkov wonen ongeveer 300 mensen. Tot 1974 was Radíkov een zelfstandige gemeente.

## Geschiedenis
- 1260 – Eerste indirecte verwijzing naar een nederzetting.
- 1365 – Eerste vermelding van een nederzetting onder de naam Radyekow.
- 1850 – Het ontstaan van de gemeente Radíkov.
- 1892 – Oprichting van de vrijwillige brandweer in Radíkov.
- 1974 – Radíkov gaat op in Olomouc.

## Aanliggende kadastrale gemeenten
| Aanliggende kadastrale gemeenten | Aanliggende kadastrale gemeenten | Aanliggende kadastrale gemeenten | Aanliggende kadastrale gemeenten | Aanliggende kadastrale gemeenten |
| -------------------------------- | -------------------------------- | -------------------------------- | -------------------------------- | -------------------------------- |
| Svatý Kopeček                    |                                  |                                  |                                  |                                  |
|                                  |                                  |                                  |                                  |                                  |
|                                  | Lošov                            |                                  |                                  |                                  |
|                                  |                                  |                                  |                                  |                                  |
| Droždín                          |                                  |                                  |                                  |                                  |

Bělidla ·
Černovír ·
Droždín ·
Chomoutov ·
Chválkovice ·
Hejčín ·
Hodolany ·
Holice ·
Klášterní Hradisko ·
Lazce ·
Lošov ·
Nedvězí ·
Nemilany ·
Neředín ·
Nová Ulice ·
Nové Sady ·
Nový Svět ·
Olomouc-město ·
Pavlovičky ·
Povel ·
Radíkov ·
Řepčín ·
Slavonín ·
Svatý Kopeček ·
Topolany ·
Týneček